# Déclaration de Malé sur la dimension humaine du changement climatique mondial

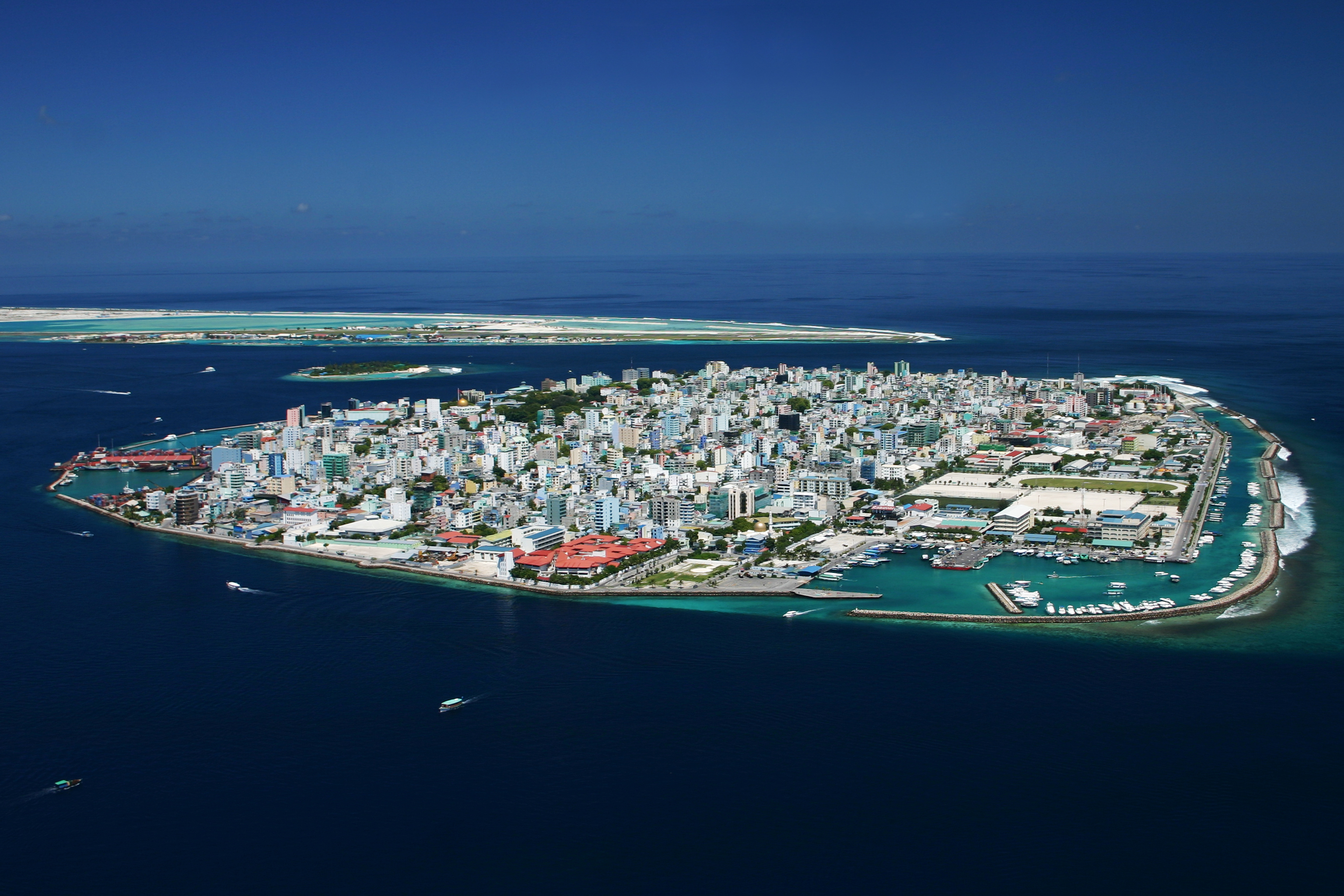
L'île de Malé, aux Maldives, dont la Déclaration porte le nom.

La Déclaration de Malé sur la dimension humaine du changement climatique mondial est un traité conclu par les représentants de plusieurs petits États insulaires en développement qui se sont réunis pour signer la déclaration en novembre 2007. L'objectif de la Déclaration est de définir une stratégie claire pour lier ensemble le changement climatique et les droits de l'homme. La Déclaration cherche également à modifier l'ordre du jour de la campagne de lutte contre le changement climatique de se concentrer uniquement sur les impacts environnementaux du changement climatique pour prendre également en compte les impacts du changement climatique sur les droits de l'homme. La Déclaration indique clairement que le droit à un environnement sain est une condition préalable à tous les autres droits humains fondamentaux. 
Aux Maldives, signataire de la Déclaration et dont la capitale Malé prête son nom au document, le changement climatique a déjà commencé à affecter les droits humains de la population. À ce titre, les Maldives et d'autres nations insulaires ont commencé à construire une coalition internationale qui utilise les droits de l'homme comme cadre de lutte contre le changement climatique. La coalition en question a organisé des réunions sur le thème de la Déclaration à Genève, New York et Malé. 

## Nations unies

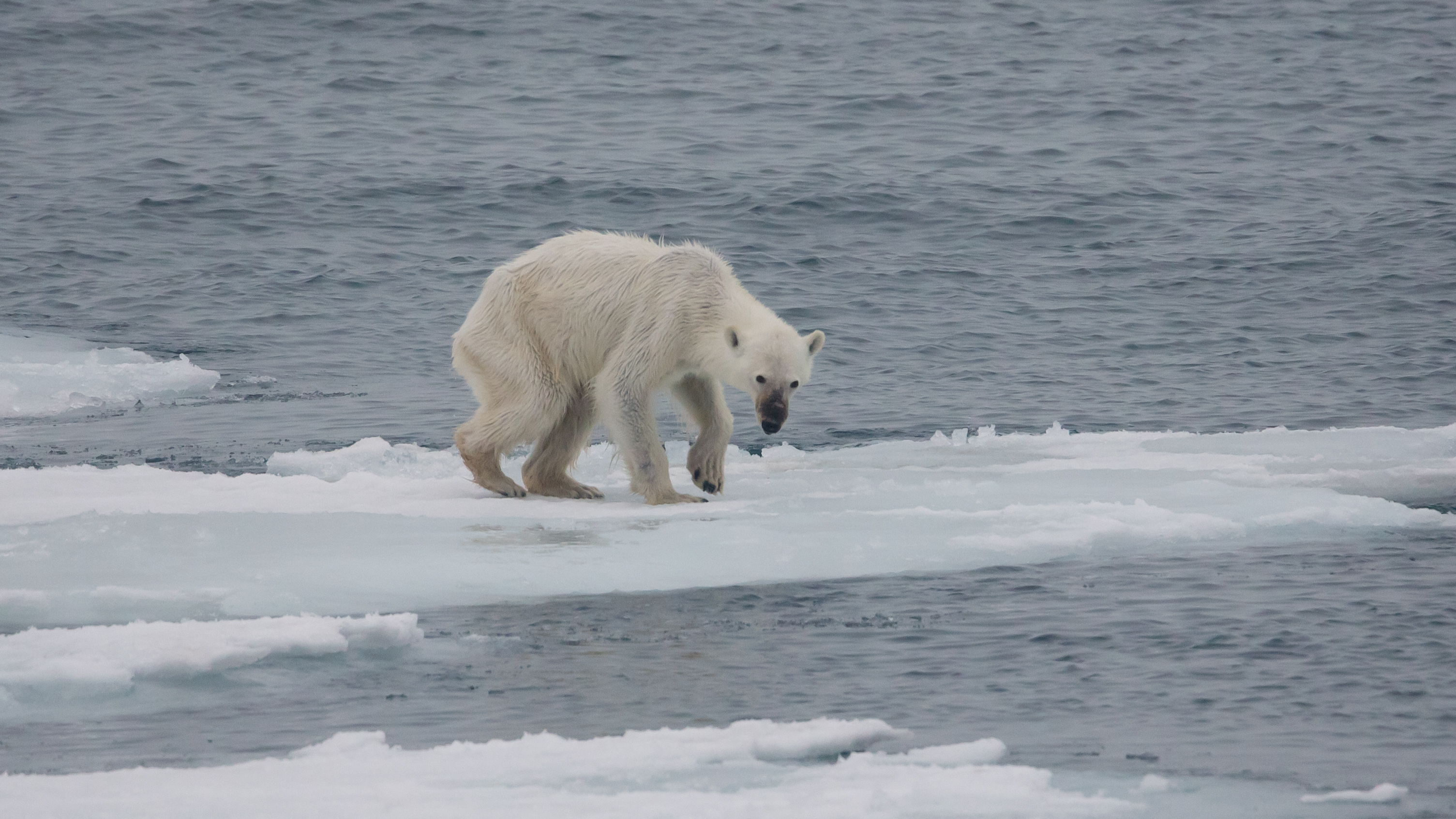
Ours polaire affamé en raison du changement climatique mondial.

Les signataires de la Déclaration ont demandé au Conseil des droits de l'homme des Nations unies de concentrer son attention sur les impacts du changement climatique et les droits de l'homme. En réponse, le Haut-Commissariat aux droits de l'homme a publié la première étude identifiant les manières spécifiques par lesquelles le changement climatique interfère avec la pleine jouissance des droits de l'homme, soulignant que les pays ont le devoir de travailler ensemble pour protéger les droits de l'homme contre le changement climatique. Plus précisément, le rapport met en évidence plusieurs droits fondamentaux qui sont en danger, notamment les droits à la vie, à la santé, à un niveau de vie suffisant et à l'autodétermination. 